# Dmitri Obreskov
Dmitri Mikhaïlovitch Obreskov (Дмитрий Михайлович Обресков, selon l'ancienne graphie Dimitri Obrescoff), né en 1790 à Saint-Pétersbourg et mort le 16 janvier 1864 à Nice, est un officier russe du temps des guerres napoléoniennes qui fut nommé conseiller secret et au gouvernement de Tver et au gouvernement de Vilna. C'était une figure mondaine de l'époque avec son épouse Nathalie, salonnière éprise de musique et proche de Chopin. Il termina ses jours à Nice sous Napoléon III.

## Biographie
Dmitri Obreskov est le fils du sénateur Mikhaïl Obreskov (1764-1842), héros du siège d'Otchakov (1788), et de son épouse Catherine Talyzina (1772-1803). Son grand-père paternel est le diplomate Alexeï Obreskov (1718-1787), son grand-père maternel le sénateur Alexandre Talyzine (1734-1787) qui participa à la révolution de palais de 1762 qui mit Catherine la Grande sur le trône. Son frère Alexandre fut ambassadeur à Stuttgart et à Turin et son frère Nikolaï, auteur d'un scandale de vol de bijoux au cours d'un bal et qui fut en conséquence mis au ban de la société.
Il est junker à partir du 3 mars 1804 au collège des Affaires étrangères et en février 1810 sous-lieutenant au régiment de la garde Semionovsky, puis lieutenant l'année suivante.

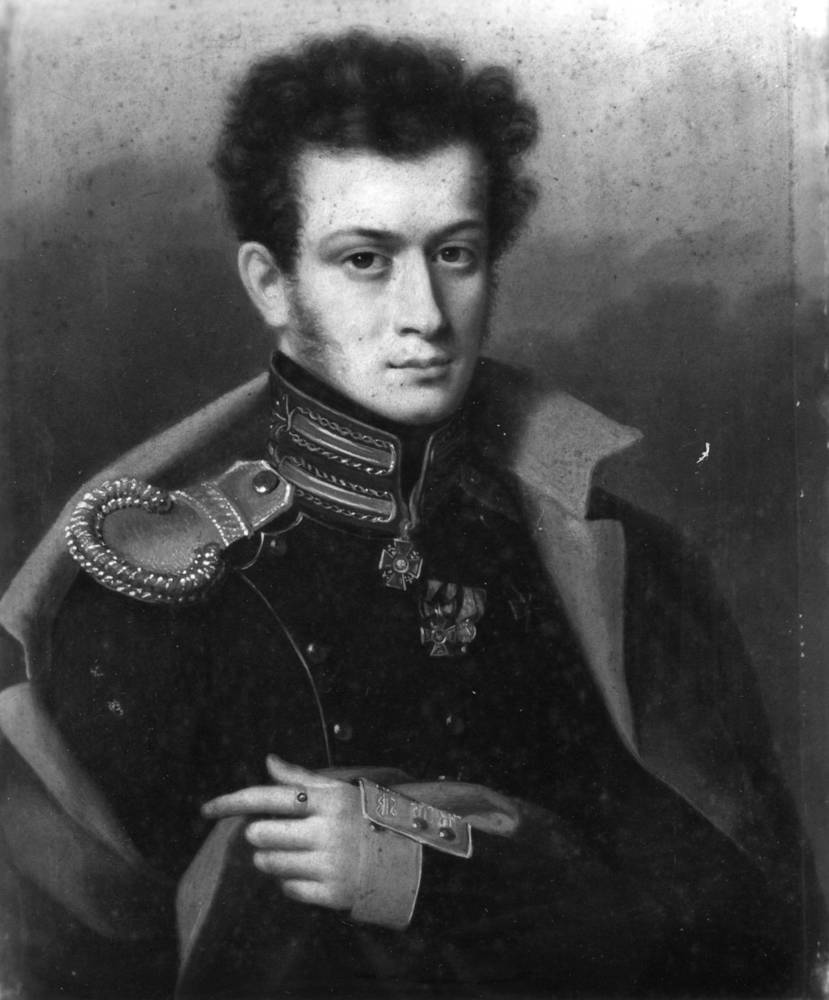
Portrait d'Obreskov dans sa jeunesse. Collections nationales de Dresde.

Pendant la guerre de 1812, il est officier auprès de Koutouzov, de la retraite de Vilna jusqu'à la bataille de Borodino. Pour son courage et sa rapidité dans l'exécution des missions qui lui ont été confiées, il reçoit l'Ordre de Sainte-Anne de IIIe classe. Il est envoyé le 13 octobre à la brigade du général de division Kouteïnikov dans la ville de Borovsk y, où il combat contre un détachement ennemi. « Alors qu'un escadron ennemi frappait brutalement, il a fait prisonnier avec une bravoure et un courage exceptionnels, un colonel et dix soldats, puis il s'est mis à poursuivre l'ennemi jusqu'au monastère de Kolotsky avec intrépidité. » Il reçoit l'ordre de Saint-Vladimir et celui de Sainte-Anne de IIe classe pour son courage. En 1813, il est nommé  lieutenant senior, en 1816 capitaine-lieutenant et en 1817, capitaine. Il devient colonel en 1819 et versé l'année suivante au 63e régiment d'infanterie d'Ouglitch.
Dmitri Obreskov épouse à Moscou le 21 avril 1818 Nathalie Chérémétiéva (1795-1832), demoiselle d'honneur à la Cour (depuis le 19 décembre 1817) et fille du général-major Vassili Sergueïevitch Chérémétiev (1752-1831) et de son épouse Tatiana Ivanovna née Martchenko (1770-1830).
Il revient à la vie civile en 1830 et il est nommé gouverneur de Tver le 6 mars, mais n'y reste que dix mois avant d'être nommé au gouvernement de Vilna. Mais selon les rapports de Benckendorff, Obreskov s'est livré dès son arrivée à Vilna « à la fanfare et à des histoires galantes et n'est presque jamais apparu au gouvernement provincial. » Il est donc démissionné le 2 mai 1832 avant de retourner à Vilna. De 1835 à 1844 (comme son père) il devient administrateur de la Commission d'État pour le règlement des dettes,  et en 1840 il est nommé conseiller privé.

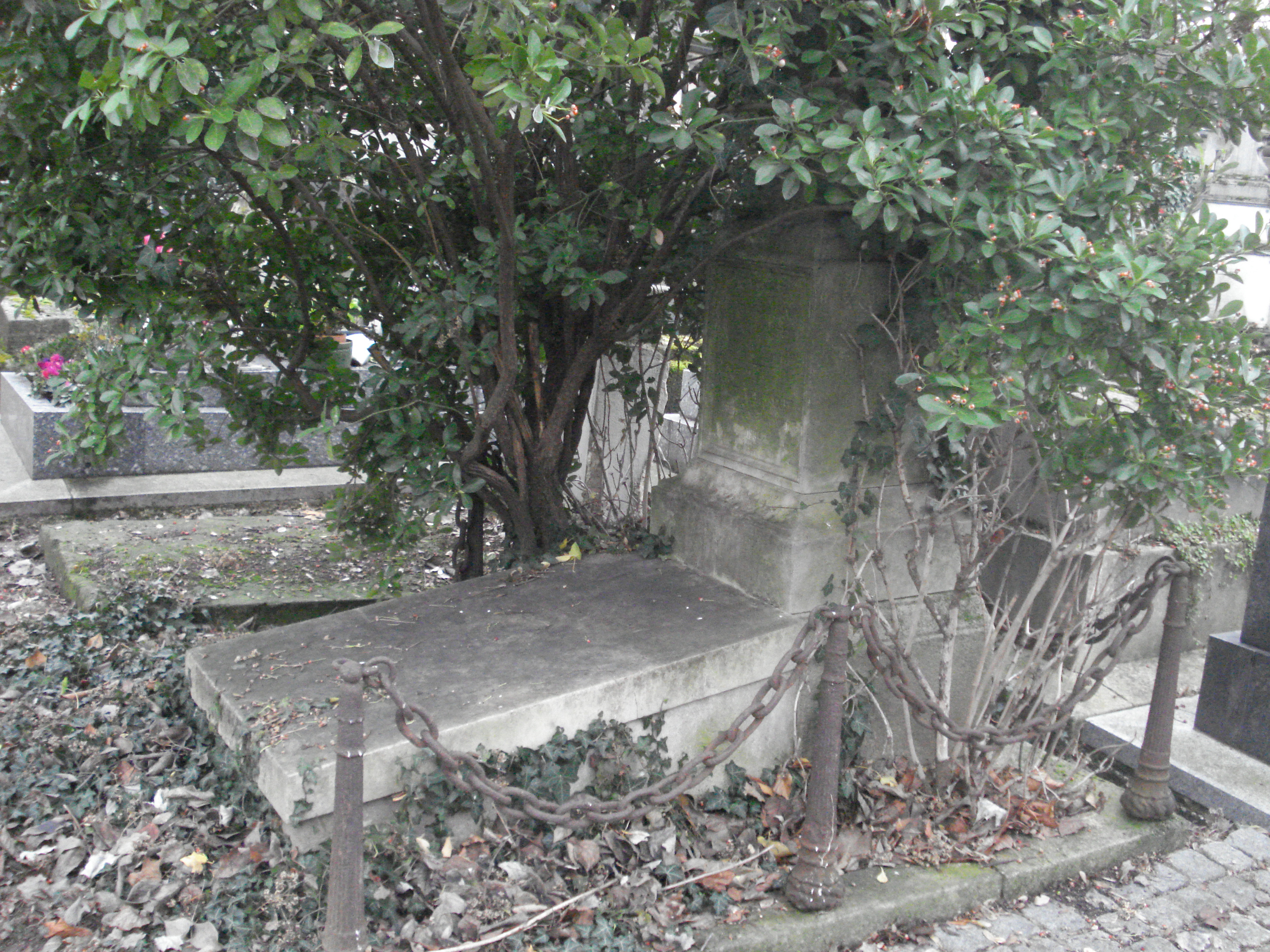
Sépulture au cimetière de Montmartre.

Au bout de douze ans de mariage, il délaisse sa femme pour la femme du sénateur Bobyatinski. D'après le comte Serge Chérémétiev, Obreskov était un homme à qui rien ne faisait honte et que dans la société on appelait « le Superbe » ou « le Gris pommelé ». «Il venait nous voir de temps en temps à l'église», se souvient le comte, «avec des gants violet clair, qu'il n'enlevait pas, ce qui fâchait mon père», «il était très grand et se tenait toujours droit, alors on disait de lui: « il a avalé un archine ». « Il a eu un fils - surnommé mon Michinka - » « et une fille qui a été mariée triomphalement à un prince grec. ». Il passe les dernières années de sa vie à Nice où faisait auparavant de longs séjours et où il meurt de pneumonie en janvier 1864. Il est inhumé avec sa femme née Chérémétiev au cimetière de Montmartre.

## Décorations
- Ordre de Sainte-Anne 4e classe[8]

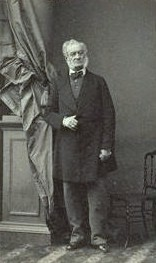
À la fin de sa vie.

- Ordre de Saint-Vladimir 4e classe avec ruban
- Ordre de Sainte-Anne 2e classe (13 juin 1813)[9]
- Épée d'or pour bravoure (15 septembre 1813)[8]
- Ordre de Saint-Vladimir 3e classe (25 décembre 1830)[8],[10]
- Ordre de Sainte-Anne 1re classe (30 août 1831)[8],[11] ; avec couronne impériale (10 avril 1832)[12]
- Ordre de Saint-Vladimir 2e classe (21 avril 1838)[13]
- Ordre de l'Aigle blanc (6 décembre 1842)[13]
- Médaille en mémoire de la guerre patriotique de 1812[8]
- Médaille pour la prise de Paris[8]
- Croix de Kulm (royaume de Prusse)[8]

## Postérité
De son mariage avec Nathalie Chérémétiev, il a eu :
- Vassili (22 juillet 1819 - 29 novembre 1819)
- Mikhaïl (1821-1884), général-major, époux de Varvara Dmitrievna Korobyna (1823-1892), morte de pneumonie à Wiesbaden.
- Catherine (1822-1874), élève de Frédéric Chopin qui lui dédia une de ses fantaisies (Fantaisie en ré mineur, op. 49) ; épouse du prince grec Jean Soutzo, ambassadeur de son père, le hospodar de Moldavie, le prince Michel Soutzo. Le prince Jean Soutzo était fort bel homme, eut du succès à Saint-Pétersbourg et vivait principalement à Paris.
- Vassili (21 janvier 1826 - 28 juillet 1829)
- Tatiana (19 novembre 1828[14]-1872), baptisée le 15 décembre 1828 en l'église des Douze-Apôtres près du département de la Poste, le parrain étant le grand-duc Michel Pavlovitch de Russie et la marraine, la comtesse Apraxine née Galitzine[15] ; elle épouse à Marnes-la-Coquette le 17 septembre 1850 le comte Marie Léon René Joussineau de Tourdonnet.